# Умаротар
Умаротар (кум. Умаротар) — хутор в Хасавюртовском районе Дагестана.
Входит в Казмааулское сельское поселение.

## География
Расположено к северо-востоку от районного центра города Хасавюрт.
Ближайшие населённые пункты: на северо-западе — село Адильотар, на северо-востоке — село Сулевкент, на юго-западе — село Сиух, на юго-востоке — село Куруш, на юго-западе — село Цияб-Ичичали, на востоке — село Казмааул.

## История
Образовано как хутор кумыкского села Казьмааул. Основано в 1876 г.

## Население
| 1914 | 1926 | 1939 | 1970 | 1989 | 2002 | 2010 |
| ---- | ---- | ---- | ---- | ---- | ---- | ---- |
| 118  | ↗232 | ↘196 | ↗240 | ↗539 | ↘302 | ↗307 |
| 2021 |      |      |      |      |      |      |
| ↗571 |      |      |      |      |      |      |

- Национальный состав (2010):

кумыки — 211 чел. (68,73 %)
чеченцы — 93 чел. (30,29 %)
аварцы — 5 чел. (1,63 %)
.
По данным Всероссийской переписи населения 2021 года:
| №        | Национальность | Численность, чел. | Доля    |
| -------- | -------------- | ----------------- | ------- |
| 1        | кумыки         | 350               | 61,29 % |
| 2        | чеченцы        | 195               | 34,15%  |
| 3        | аварцы         | 25                | 4,37 %  |
| 3.000001 | прочие         | 1                 | 0,17 %  |
| 3.000002 | всего          | 571               | 100 %   |